# 마리야 포로시나
마리야 포로시나(러시아어: Мария Порошина, 1973년 11월 1일 ~ )는 러시아의 배우이다.

## 출연 작품
- 데이 워치 (2006)
- 나이트 워치 (2004)